# Шаталкин, Александр Васильевич
Александр Васильевич Шаталкин (19 февраля 1924, Артемово, Тверская губерния — 26 декабря 1946, Калинин) — наводчик орудия 317-го гвардейского истребительно-противотанкового артиллерийского полка 1-го Украинского фронта, гвардии сержант. Герой Советского Союза.

## Биография
Родился 19 февраля 1924 года в деревне Артёмово ныне Конаковского района Тверской области. Окончил девять классов средней школы. Работал электромонтёром на Редкинском заводе Конаковского района.
В феврале 1942 года призван в ряды Красной Армии. Той же зимой его зачислили в дивизию, которая воевала у Ржева. Новобранцу было всего восемнадцать лет, но он ни в чём не отставал от бывалых солдат. В одном из боёв был ранен в руку. После госпиталя прошёл школу младших командиров и стал артиллеристом, наводчиком противотанковой пушки. Воевал на Западном и 1-м Украинском фронтах. Был дважды тяжело ранен.
Отличился в ночь с 7 на 8 декабря 1943 года у деревни Ходоров Мироновского района Киевской области. Собрав в районе Житомира крупную танковую группировку, вражеское командование начало контрнаступление. Сотни танков устремились к Киеву. На позицию орудия А. В. Шаталкина двигалось больше десяти «тигров». Уже со второго удара запылала головная машина. Ещё несколько выстрелов, и дым повалил из другого «тигра», а потом из третьего. Вражеская колонна остановилась. Пошла активная перестрелка. Гвардейцы выстояли.
Указом Президиума Верховного Совета СССР «О присвоении звания Героя Советского Союза офицерскому и сержантскому составу артиллерии Красной Армии» от 9 февраля 1944 года за «образцовое выполнение боевых заданий командования на фронте борьбы с немецкими захватчиками и проявленные при этом отвагу и геройство» удостоен звания Героя Советского Союза с вручением ордена Ленина и медали «Золотая Звезда».
В госпитале, куда был доставлен артиллерист, ногу пришлось ампутировать. Потекли тяжелейшие месяцы борьбы с болезнью, привыкания к инвалидности в двадцать лет. Нашёл в себе силы преодолеть все преграды и вернуться на родину. Работал в Редкине на том же заводе.

Могила А. В. Шаталкина в Редкино

26 декабря 1946 года скончался в калининской больнице. Похоронен на площади у клуба в посёлке Редкино Конаковского района Тверской области.
Награждён орденами Ленина, Отечественной войны 2-й степени, медалями.
Память
Именем Героя названа улица в городе Конаково, установлены обелиск в посёлке городского типа Редкино и мемориальная доска на здании школы в посёлке городского типа Козлово Конаковского района.